# Stefano de Normandis dei Conti
Stefano de Normandis dei Conti (né à Rome ou à Pérouse, Italie, et mort le 8 décembre 1254 à Naples) est un cardinal italien   du XIIIe siècle. Il est un neveu du pape Innocent III.

## Biographie
Stefano de Normandis dei Conti est marié et a un fils, qui serait franciscain. Stefano entre dans l'état ecclésiastique après la mort de sa femme.
Le pape Innocent III le crée cardinal lors du consistoire de 1216. Le cardinal de Normandis est archidiacre de Norfolk et prébendaire de Lyme et Halstock, de Leighton, de Laughton en le Morthen et de Lincoln. Il est vicaire de Rome de 1244 à 1251. Sur demande du pape, il réduit le nombre de canonicats de 36 à 25 et réforme le chapitre de la basilique du Latran. De Normandis est légat apostolique en Sicile et gouverneur des provinces de Sabina et Campagne et Maritime. Il fait construire et décorer la chapelle de St. Sylvestre à l'église de Ss Quattro Coronati.
Le cardinal de Normandis participe à l'élection d'Honorius III en  1216, à l'élection de Grégoire IX en 1227, l'élection de Célestin IV en 1241 et à l'élection d'Innocent IV en 1241-1243.